# 小松信雄
小松 信雄（こまつ のぶお）は、日本の情報制御/システム工学者・航空宇宙工学者。元大阪工業大学情報科学部情報知能学科准教授。博士（工学）（大阪府立大学）。大阪工業大学電気推進ロケットエンジン搭載小型スペースシッププロジェクト「PROITERES」ワーキンググループ元メンバー。ビークルオートメーション研究会初代幹事。 計測自動制御学会インテリジェントビークル部会2019主査。
専門は、航空情報システム・航空宇宙工学、情報制御工学/システム工学・ビークルオートメーション（特に移動体制御：飛行機・自動車・ロボット等）。

## 略歴
1981年大阪府立大学（現：大阪公立大学）工学部航空工学科卒業。1983年同大学大学院工学研究科航空工学専攻修士課程修了。日立機電工業（のちに日立製作所により吸収）で主に計測・制御システムの研究開発に従事。1988年大阪府立大学工学部航空宇宙工学科助手などを経て、1995年工学博士（大阪府立大学）。2002年大阪工業大学情報科学部に着任。2007年同学部コンピュータ科学科准教授。2019年同学部情報知能学科准教授。2023年大阪工業大学退官。
大阪府立大学・大阪工業大学で30年以上の長きに渡り教鞭を執り、ビークルオートメーション研究会初代幹事、 計測自動制御学会インテリジェントビークル部会主査を務めるなど、特に移動体（ロボット含む）制御/システム工学の研究育成に貢献した。
主な所属学会は、日本航空宇宙学会、計測自動制御学会、システム制御情報学会、ビークルオートメーション技術研究会、日本ロボット学会、日本機械学会。主な受賞は、システム制御情報学会学会賞/論文賞(1996)、日本自動制御協会椹木記念賞奨励賞(1987)。

## 主な研究
- 移動体の位置計測・制御・誘導関連技術の研究
- ロバスト極配置法による適応宇宙構造物の制御系設計[4]
- 電気推進ロケットエンジン搭載小型スペースシッププロジェクト[5]
- 航空機の光利用による着陸誘導システム(LLS)[6]
- マルチロータヘリコプタにおける計測と制御に関する研究
- レーザスキャナとCCDカメラを用いた自動車の車庫入れ援助システム：交通機械における計測
- ITS(高度知能化交通物流システム)関連技術の研究：交通制御システム
- 内外のセンシング環境に適応できるロボットナビゲーション

情報制御/システム工学の対外啓蒙活動として、福井大学地域共同研究センター主催「知能ロボット研究会」2006で講演（テーマ：カイトを用いた地域モニタシステムについて）している。